# Hanover megye
Hanover megye az Amerikai Egyesült Államokban, azon belül Virginia államban található. Megyeszékhelye Hanover Courthouse, legnagyobb városa Ashland. Lakosainak száma 109 979 fő (2020. április 1.). Hanover megye Caroline, Henrico, King William, New Kent, Spotsylvania, Louisa és Goochland megyékkel határos.

## Népesség
A megye népességének változása:
| Lakosok száma | 99 909 | 100 160 | 100 588 | 101 330 | 103 227 | 109 979 |
|               | 2010   | 2011    | 2012    | 2013    | 2015    | 2020    |